# Sidney Lumet

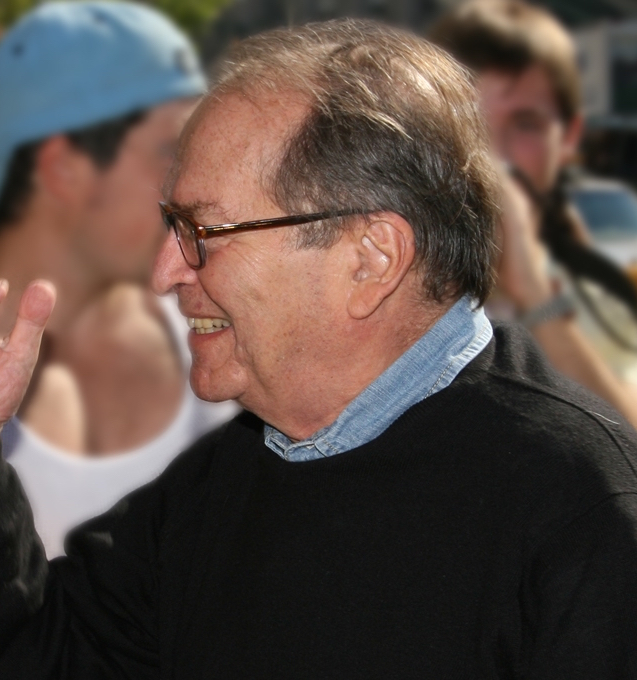
Sidney Lumet (2007)

Sidney Lumet ['sɪdni luːˈmɛt] (* 25. Juni 1924 in Philadelphia, Pennsylvania; † 9. April 2011 in New York City) war ein US-amerikanischer Regisseur, Drehbuchautor und Schauspieler.
Nach der Arbeit als Theaterschauspieler war er ab Beginn der 1950er Jahre als Fernsehregisseur tätig. Internationale Bekanntheit brachte ihm die Regie an Die zwölf Geschworenen (1957) ein, dem weitere preisgekrönte Kinoproduktionen (unter anderem Serpico, Hundstage, Network und The Verdict) folgten. Er führte bei mehr als 70 Film- und Fernsehproduktionen aller Genres Regie und wurde im Verlauf seiner sechs Jahrzehnte währenden Karriere viermal für den Regie- und einmal für den Drehbuch-Oscar nominiert. 2005 erhielt der als „Meister des Justizfilms“ gepriesene Lumet den Ehrenoscar für sein Lebenswerk.

## Leben

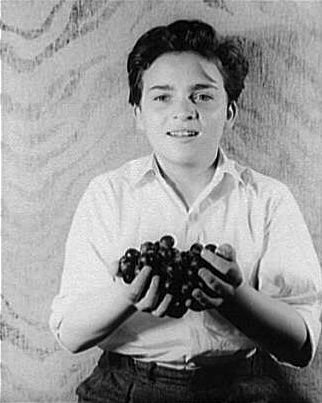
Lumet als Jugendlicher (1939), Fotografie von Carl Van Vechten

Der Sohn polnischstämmiger Juden wuchs ab 1926 in einem Arbeiterviertel in New York City auf. Sein Vater war der Schauspieler und Rundfunkautor Baruch Lumet, seine Mutter die Schauspielerin Eugenia Wermus. Er stand bereits als Kind neben seinen Eltern in verschiedenen jiddischen Theaterstücken auf der Bühne und besuchte die Professional Children’s School. Ab 1935 arbeitete er als Schauspieler am New Yorker Broadway und gab sein Debüt mit einer kleinen Rolle in Sidney Kingsleys erfolgreichem Stück Dead End. In Max Reinhardts The Eternal Road (1937) und Maxwell Andersons Journey to Jerusalem (1940) war er als Jesus-Darsteller zu sehen. Nach einem Semester Studium der dramatischen Literatur an der Columbia University trat Lumet in die U.S. Army ein und war im Zweiten Weltkrieg ab 1942 für drei Jahre in Indien und Burma als Funk- und Radarspezialist stationiert. Nach seiner Rückkehr aus Indien verließ er 1946 die Armee und gründete eine der ersten Off-Broadway-Theatergruppen, The Actor’s Workshop. Dank der Vermittlung seines Freundes Yul Brynner erhielt er 1950 eine Stellung bei der CBS als Regieassistent und arbeitete dort später als Fernsehregisseur. Ab Mitte der 1950er Jahre führte er auch bei einigen Broadway-Produktionen Regie (Night of the Auk, 1956; Caligula, 1960; Nowhere to Go But Up, 1962).
Erfolg stellte sich durch die Zusammenarbeit mit dem Autor Reginald Rose ein, dessen Stücke er mehrfach für das Fernsehen inszenierte. Der internationale Durchbruch als Regisseur war Lumet 1957 mit seinem Kinodebüt Die zwölf Geschworenen beschieden. Die Geschichte von Rose, die er bereits mit Erfolg für das US-amerikanische Fernsehen verfilmt hatte, stellte die Jurymitglieder eines Mordprozesses in den Mittelpunkt, die sich durch einen Geschworenen (gespielt von Henry Fonda) von der Unschuld des Angeklagten überzeugen lassen. Der Film brachte Lumet erste Nominierungen für den Oscar und Golden Globe Award als Bester Regisseur sowie den Goldenen Bären der Internationalen Filmfestspiele von Berlin 1957 ein. Sein 1964 erschienenes Drama Der Pfandleiher markierte einen Karrierehöhepunkt Rod Steigers, der für seine Rolle des Holocaustüberlebenden Sol Nazerman neben verschiedenen internationalen Auszeichnungen eine Golden-Globe- und Oscar-Nominierung erhielt. Ebenfalls in den 1960er Jahren nahm sich Lumet mehreren Theaterverfilmungen von Eugene O’Neill (The Iceman Cometh, 1960 im Rahmen des Play of the Week für das Fernsehen realisiert) und Anton Tschechow (Die Möwe, 1968; mit Vanessa Redgrave) an. Als ein künstlerischer Erfolg galt seine fast dreistündige Filmversion von O’Neills Theaterstück Eines langen Tages Reise in die Nacht (1962), für die Hauptdarstellerin Katharine Hepburn eine Oscar-Nominierung erhielt und das gesamte Schauspielensemble auf den Filmfestspielen von Cannes preisgekrönt wurde. Die in Spanien gedrehte Produktion Ein Haufen toller Hunde (1965) sollte Woody Allen später als Lumets beste Arbeit benennen. Das Kriegsdrama berichtet von einer Gruppe Soldaten, die sich während des Zweiten Weltkriegs in einem britischen Militärstraflager in Nordafrika gegen den sadistischen Lagerführer auflehnt.
Lumet arbeitete in den folgenden Jahrzehnten in nahezu allen Genres, entwickelte sich aber vor allem zu einem Spezialisten für Justiz- und Polizeifilme. Nachdem er wegen Meinungsverschiedenheiten mit Filmproduzent Ray Stark und Barbra Streisand von der Regie des Musicalfilms Funny Girl (1968) entbunden wurde, folgten die Heist-Movies Der Anderson Clan (1971) mit Sean Connery und Dyan Cannon sowie der Genreklassiker Serpico (1973), in dem Al Pacino als Titelheld der Polizeikorruption nachgeht. Vier weitere Male sollte Lumet für den Oscar nominiert werden: 1976 als Regisseur von Hundstage, der Nachzeichnung eines authentischen Banküberfalls in New York durch zwei Amateur-Täter (gespielt von unter anderem Al Pacino und John Cazale); 1977 für die Regie der Mediensatire Network über einen älteren Nachrichtensprecher (Peter Finch), der nach seiner Kündigung die Einschaltquoten als „Moralprediger“ in die Höhe schnellen lässt, ehe er von seinem Fernsehsender durch eine gedungene Terroristengruppe vor laufenden Kameras erschossen wird; 1982 als Drehbuchautor des Polizeifilms Prince of the City in dem Treat Williams als Sonderermittler der Korruption in den eigenen Reihen auf die Spur kommt sowie 1983 als Regisseur des Justizfilms The Verdict – Die Wahrheit und nichts als die Wahrheit über einen heruntergekommenen Bostoner Anwalt (Paul Newman), der im Interesse einer durch einen Narkosefehler ins Koma gefallenen Frau gegen das renommierte Krankenhaus, Ärzte und Starverteidiger ankämpft. Obwohl er sich nicht als „Wettbewerbsmensch“ verstand, kränkten Lumet vor allem die Niederlagen bei Network und The Verdict. Ab den 1990er Jahren konnte er nicht mehr an frühere Erfolge anknüpfen, obwohl er sich wiederholt einem seiner Lieblingsthemen, der Korruption, widmete (unter anderem Tödliche Fragen, 1990; Nacht über Manhattan, 1997). Eine Ausnahme bildete sein letzter Film Tödliche Entscheidung – Before the Devil Knows You’re Dead (2007). Der schwarzhumorige Thriller berichtete von zwei in Finanznöten steckenden Brüdern (Ethan Hawke und Philip Seymour Hoffman), die einen Überfall auf das Juweliergeschäft ihrer Eltern in die Wege leiten, was in eine Tragödie mündet. Zwei Jahre zuvor hatte Lumet bei der 77. Oscarverleihung (2005) den Ehrenpreis für sein Lebenswerk erhalten.
Lumet haftete das Etikett eines „New-York-Regisseurs“ an, da die Geschichten vieler seiner Filme in seiner Heimatstadt angesiedelt waren. … die Hässlichkeit der Stadt ist wunderschön. New York hat das höchste Energieniveau von allen Städten der Welt. Wenn man dort dreht, hat man das Gefühl, auf einem riesigen Deckel zu sitzen, der jederzeit hochfliegen und einen direkt in den Himmel schießen kann. Und diese Energie sieht man auch auf der Leinwand., so Lumet. Der Hollywood-Regisseur galt als perfektionistisch veranlagt, als professioneller Handwerker, während seine Filme oft um das Thema Macht und Machtmissbrauch kreisten sowie von Menschen erzählten, die zu Helfern oder Opfern dieser Macht werden. Selten benötigte Lumet mehr als zwei oder drei Takes und schnitt das Material bereits während der Aufnahmen (The Verdict-Darsteller Paul Newman gab ihm aufgrund dieser Tatsache den Spitznamen „Speedy Gonzales“). Mit seinen Schauspielern probte er i. d. R. mehrere Wochen vor Drehbeginn und legte großen Wert auf überdurchschnittliche Leistungen. 18 Darstellungen aus zehn seiner Werke wurden zwischen 1962 und 1988 für den Oscar nominiert – Ingrid Bergman (Mord im Orient-Expreß), Peter Finch, Faye Dunaway und Beatrice Straight (alle für Network) gewannen die Auszeichnung. Bodo Traber (Die Welt) würdigte Lumet in einem Porträt zu seinem 80. Geburtstag im Jahr 2004 als Vorkämpfer des New Hollywood. Seine Filme würden der Gesellschaft ihrer Zeit immer einen Spiegel vorhalten und Anti-Helden und Unterdrückte zu Helden machen. „Im Subtext handeln sie meist vom symbolischen Kampf eines Außenseiters gegen eine übermächtige Institution.“, so Traber. Lumet glaubte an die Art von Filmen, die einen Schritt weiter gingen, als nur zu unterhalten: „Er [der Film] soll Zuschauer anregen, verschiedene Facetten des eigenen Gewissens genau zu betrachten, sich Gedanken zu machen und das Gehirn stimulieren“, so Lumet.
Sidney Lumet war viermal verheiratet. Nach der Ehe mit der Schauspielerin Rita Gam war er von 1956 bis 1963 mit der Schauspielerin und Modeschöpferin Gloria Laura Vanderbilt, von 1963 bis 1978 mit Gail Jones, der Tochter von Lena Horne, verheiratet. Alle diese Ehen wurden geschieden. Im Jahr 1980 ehelichte er die Journalistin Mary Gimbel. Lumet war Vater zweier Töchter und eines Sohnes. Seine Tochter Jenny Lumet (* 1967) trat in die Fußstapfen ihres Vaters und schrieb das preisgekrönte Filmskript zu Rachels Hochzeit (2008). 1995 veröffentlichte Lumet mit Making Movies (dt.: Titel Filme machen) ein Filmhandbuch.
Anfang April 2011 verstarb Sidney Lumet 86-jährig in Manhattan, New York, an Lymphdrüsenkrebs.

## Filmografie

### Spielfilme
- 1936: Papirossen (Kurzfilm) (Darsteller)
- 1939: One Third of a Nation (Darsteller)
- 1941: Journey Into Jerusalem (Darsteller)
- 1957: Die zwölf Geschworenen (12 Angry Men)
- 1958: Eines Tages öffnet sich die Tür (Stage Struck)
- 1959: So etwas von Frau! (That Kind of Woman)
- 1959: Der Mann in der Schlangenhaut (The Fugitive Kind)
- 1961: Blick von der Brücke (Vu du Pont)
- 1962: Eines langen Tages Reise durch die Nacht (Long Day’s Journey into Night)
- 1964: Der Pfandleiher (The Pawnbroker)
- 1964: Angriffsziel Moskau (Fail-Safe)
- 1965: Ein Haufen toller Hunde (The Hill)
- 1966: Die Clique (The Group)
- 1966: Anruf für einen Toten (The Deadly Affair) (& Produktion)
- 1968: Bye Bye Braverman (& Produktion)
- 1968: Die Möwe (The Seagull) (& Produktion)
- 1969: Ein Hauch von Sinnlichkeit (The Appointment)
- 1970: Blutsverwandte (Last of the Mobile Hot Shots) (& Produktion)
- 1970: Dann war mein Leben nicht umsonst – Martin Luther King (King: A Filmed Record… Montgomery to Memphis) (Dokumentarfilm)
- 1971: Der Anderson Clan (The Anderson Tapes)
- 1972: Child’s Play
- 1973: Sein Leben in meiner Gewalt (The Offence)
- 1973: Serpico
- 1974: Aus Liebe zu Molly (Lovin’ Molly)
- 1974: Mord im Orient-Expreß (Murder on the Orient Express)
- 1975: Hundstage (Dog Day Afternoon)
- 1976: Network
- 1977: Equus – Blinde Pferde (Equus)
- 1978: The Wiz – Das zauberhafte Land (The Wiz)
- 1978: Whiz on Down the Road [Kurzfilm] (Darsteller)
- 1980: Sag mir, was Du willst (Just Tell Me What You Want) (& Produktion)
- 1981: Prince of the City (Regie/Drehbuch)
- 1982: Das Mörderspiel (Deathtrap)
- 1982: The Verdict – Die Wahrheit und nichts als die Wahrheit (The Verdict)
- 1983: Daniel
- 1984: Die Göttliche (Garbo Talks)
- 1986: Power – Weg zur Macht (Power)
- 1986: Der Morgen danach (The Morning After)
- 1988: Die Flucht ins Ungewisse (Running on Empty)
- 1989: Family Business
- 1990: Tödliche Fragen (Q & A) & Drehbuch)
- 1992: Sanfte Augen lügen nicht (A Stranger Among Us)
- 1993: Jenseits der Unschuld (Guilty as Sin)
- 1997: Nacht über Manhattan (Night Falls on Manhattan) (& Drehbuch)
- 1997: Sterben und erben (Critical Care) (& Produktion)
- 1999: Gloria
- 2004: Der Manchurian Kandidat (The Manchurian Candidate) (Darsteller)
- 2006: Find Me Guilty – Der Mafiaprozess (Find Me Guilty) (& Drehbuch, Produktion)
- 2007: Tödliche Entscheidung – Before the Devil Knows You’re Dead (Before the Devil Knows You’re Dead)

### Fernsehfilme und -serien
- 1948–1958: Studio One (Studio One Summer Theatre; Studio One in Hollywood; Summer Theatre; Westinghouse Studio One; Westinghouse Summer Theatre); einige Episoden
- 1950–1955: Danger – Fernsehserie; einige Episoden
- 1951–1952: Crime Photographer – Fernsehserie
- 1952: CBS Television Workshop – Fernsehserie; einige Episoden
- 1953–1957: You Are There – Fernsehserie; einige Episoden
- 1953–1963: The United States Steel Hour (The U.S. Steel Hour); Fernsehserie; zwei Episoden
- 1954–1955: The Best of Broadway – Fernsehserie; zwei Episoden
- 1954–1955: The Elgin Hour – Fernsehserie; eine Episode
- 1955–1957: The Alcoa Hour – Fernsehserie; eine Episode
- 1956–1961: Playhouse 90 – Fernsehserie; einige Episoden
- 1957: Mr. Broadway – Fernsehserie
- 1958: All the King's Men – Fernsehserie
- 1960: The Sacco-Vanzetti Story – Fernsehserie
- 1960: The Iceman Cometh
- 1960: Rashomon
- 2001–2002: 100 Centre Street – Fernsehserie; zehn Episoden
- 2004: Das Verhör (Strip Search); Fernsehfilm

## Auszeichnungen (Auswahl)
- 1957: Goldener Bär und OCIC-Preis der 7. Berlinale für Die zwölf Geschworenen
- 1957: „Spezielle Belobigung“ beim Locarno International Film Festival für Die zwölf Geschworenen
- 1958. Oscar-Nominierung für Die zwölf Geschworenen (Beste Regie)
- 1958: Nastro d’Argento des Sindacato Nazionale Giornalisti Cinematografici Italiani für Die zwölf Geschworenen (Kategorie: Bester Regie eines ausländischen Films)
- 1959: Kinema Junpo Award für Die zwölf Geschworenen (Bester ausländischer Film)
- 1960: Blue Ribbon Award für Die zwölf Geschworenen (Bester ausländischer Film)
- 1960: Bodil für Die zwölf Geschworenen (Bester amerikanischer Film)
- 1960: Silberne Muschel des Festival Internacional de Cine de Donostia-San Sebastián für Der Mann in der Schlangenhaut
- 1964: FIPRESCI-Preis („Ehrenhafte Belobigung“) bei der 14. Berlinale für Der Pfandleiher
- 1966: Bodil für Der Pfandleiher (Bester nicht-europäischer Film)
- 1975: Los Angeles Film Critics Association Award für Hundstage (Beste Regie)
- 1976: Oscar-Nominierung für Hundstage (Beste Regie)
- 1976: Evening Standard British Film Award für Mord im Orient-Expreß (Bester Film)
- 1976: Los Angeles Film Critics Association Award für Network (Beste Regie)
- 1977: Golden Globe für Network (Beste Regie)
- 1977: Oscar-Nominierung für Network (Beste Regie)
- 1981: Pasinetti-Preis bei den Internationalen Filmfestspielen von Venedig für Prince of the City
- 1981: New York Film Critics Circle Award für Prince of the City (Beste Regie)
- 1982: Kansas City Film Critics Circle Award für Prince of the City (Beste Regie)
- 1982: Oscar-Nominierung für Prince of the City (Bestes adaptiertes Drehbuch – gemeinsam mit Jay Presson Allen)
- 1982: National Board of Review Award für The Verdict – Die Wahrheit und nichts als die Wahrheit (Beste Regie)
- 1983: Oscar-Nominierung für The Verdict – Die Wahrheit und nichts als die Wahrheit (Beste Regie)
- 1989: „DGA Honorary Life Member Award“ der Directors Guild of America
- 1993: „Lifetime Achievement Award“ der Directors Guild of America
- 1996: „Billy Wilder Award“ des National Board of Review
- 1997: „Evelyn F. Burkey Award“ der Writers Guild of America
- 1998: „Lifetime Achievement Award“ der Gotham Awards
- 2001: „New Technology Award“ bei den Producers Guild of America Awards
- 2004: „Joseph L. Mankiewicz Excellence in Filmmaking Award“ beim Director’s View Film Festival
- 2005: Ehrenoscar für sein Lebenswerk
- 2007: „Career Achievement Award“ der Los Angeles Film Critics Association
- 2007: „Lifetime Achievement Award“ des New York Film Critics Circle
- 2008: Nastro d’Argento für Tödliche Entscheidung – Before the Devil Knows You’re Dead  (Beste Regie eines nicht-europäischen Films)

## Dokumentation
- By Sidney Lumet, auf einem Interview mit Lumet aus dem Jahr 2008 basierender Dokumentarfilm, Vereinigte Staaten, 2015, Regie: Nancy Buirski.

## Schriften
- Filme machen. Vom Drehbuch zum fertigen Film. Autorenhaus Verlag, Berlin 2006, ISBN 978-3-86671-001-6.